# Fabrice Ehret
Fabrice Ehret (Lugano, 28 settembre 1979) è un ex calciatore francese, di ruolo centrocampista.